# Sinope (Turquia)
Sinope, (em turco: Sinop, grafia também usada em português) é uma cidade costeira e distrito do norte da Turquia. É a capital da província homónima e faz parte da região do Mar Negro. O distrito tem 442 km² de área e em dezembro de 2021 tinha 68 012 habitantes (densidade: 153,9 hab./km²), dos quais 56 479 na cidade.

## Etimologia
A cidade foi chamada Sinuva (Sinuwa) pelos hititas e Sinope (em grego: Σινώπη) pelos gregos. Outro nome grego antigo menos usado foi Crítios de Cós. Júlio César fundou em  Sinope a colónia romana de Colónia Júlia Cesaria Félix Sinope (em latim: Colonia Iulia Cesarea Felix Sinope), ou simplesmente Colónia Júlia Félix. Os árabes chamaram-lhe Sinube, sendo este último nome também usado durante o período otomano. Outro nome turco medieval foi Sinabe.

## História
De acordo com a lenda contada à época de Estrabão, a cidade foi fundada por Autólico, durante a viagem dos argonautas. Autólico era adorado por um deus, mas sua estátua foi levada por Lúculo, junto do globo de Bilaro, feito por Estenis, quando Lúculo capturou a cidade.
A cidade foi fundada por colonos de Mileto e teve por muito tempo o controle do mar. Em 220 a.C., a cidade foi ameaçada por Mitrídates II do Ponto e pediu proteção a Rodes.
Permaneceu independente até ser capturada por Fárnaces I do Ponto (fl. século II a.C.), que a atacou de surpresa. Permaneceu sob o controle dos descendentes de Fárnaces até Mitrídates VI (r. 120–63 a.C.), quando passou para o controle romano. Lúculo tomou a cidade após um cerco, quando a cidade foi cercada por fora e por dentro, pois Báquides, o governador da cidade indicado pelo rei do Ponto, desconfiava da população e cometia assassinatos enquanto ocupava a cidadela.
Em 1899, um oficial francês adquiriu a uma anciã grega, na cidade de Sinope, um manuscrito antiquíssimo que seria denominado Codex Sinopensis (Códice Sinopense), devido ao local de aquisição. Datado do século VI d.C., esse manuscrito em uncial é um antigo evangeliário bizantino em pergaminho púrpura, que contém o texto grego do Evangelho de Mateus, adornado por iluminuras. Supõe-se ter sido elaborado na província bizantina de Augusta Eufratense, isto é, na Síria, Palestina ou Mesopotâmia. O códice encontra-se atualmente na Biblioteca Nacional Francesa.